# スムージー・キング・センター
スムージー・キング・センター（Smoothie King Center）、旧称ニューオーリンズ・アリーナ（New Orleans Arena）は、アメリカ合衆国ルイジアナ州ニューオーリンズにある屋内競技施設。セントラルビジネス地区に位置し、メルセデス・ベンツ・スーパードームと隣接している。2002年よりNBAのニューオーリンズ・ペリカンズの本拠地になっている。

## 概要
8,400万ドルの建設費で1999年に完成。10月19日に公式オープンされた。その後3年間、2002年までは北米プロアイスホッケーリーグECHLのニューオーリンズ・ブラスの本拠地として使用されていたが、チームは消滅。2002年よりニューオーリンズ・ホーネッツは本拠地として使用するようになり、また2004年2月からはプロアリーナフットボールリーグAFLのニューオーリンズ・ブードゥーの本拠地にもなった。また、現在では高校バスケットボールの他、テュレーン大学のバスケットボールチームも使用している。
2007年のAFLの決勝試合アリーナボウル、2008年のNBAオールスターゲーム、2012年の大学男子バスケットボールのサウスイースタン・カンファレンストーナメント、2007年と2010年のNCAAトーナメント1回戦と2回戦の開催地として使用された。
2014年もNBAオールスターゲームが開催。2月より命名権をスムージーキング社が取得し、名称をスムージー・キング・センターと改称した。

## ハリケーン・カトリーナ
2005年8月末にアメリカ合衆国南東部を襲った大型のハリケーンであるハリケーン・カトリーナでは、メルセデス・ベンツ・スーパードームと比較して被害が段違いに少なかった為、1ヵ月後には緊急の医療センターとして機能した。しかし市議会によってニューオーリンズ市への立ち入り禁止が制定されたため、アリーナを本拠地とするチームは一時的に移転せざるを得なかった。
ホーネッツは2005-06シーズン、オクラホマ州オクラホマシティのフォード・センターをホームアリーナとして使用した。しかしシーズンも終盤に差し掛かった2006年3月8日にニューオーリンズ・アリーナで試合を開催した。ホーネッツは2007年までオクラホマシティとニューオーリンズをダブルフランチャイズとしていた。また他にも、2006年7月5日には歌手のティム・マグロウとフェイス・ヒルが大観衆の中でコンサートを開催した。